# Tropa Alfa
A Tropa Alfa (Alpha Flight, em inglês) é uma equipe fictícia de super-heróis publicada pela Marvel Comics, que se destaca por ser uma das poucas equipes com personagens canadenses. 
Foi criada por John Byrne e estreou na revista americana Uncanny X-Men nº 120, em abril de 1979. No Brasil, sua primeira aparição foi na edição nº 9 do Almanaque do Hulk publicado pela editora RGE em dezembro de 1982.
A Tropa Alfa ficou conhecida por ter sido "a resposta do Canadá para Os Vingadores". A maioria dos integrantes do grupo tem atributos distintamente canadenses, como características vindas dos povos inuítes e das Primeiras Nações. Durante a maior parte de sua história, a equipe trabalhou para o Departamento H, um ramo do Departamento de Defesa Nacional do Canadá que lida com super-vilões.
Inicialmente a equipe seria apenas parte do passado do Wolverine, mas em 1983, John Byrne lançou uma série própria do grupo que perdurou até 1994, com relativo sucesso. Mais tarde ocorreram mais quatro tentativas de emplacar uma série mensal, sendo a última em 2011, após a maioria dos integrantes voltarem à vida na saga Guerra do Caos - Chaos War (inédita no Brasil).

## Histórico das publicações

### Primeiras aparições
Tropa Alfa apareceu pela primeira vez em Uncanny X-Men # 120 (Abril de 1979). Em sua primeira missão, eles foram enviados para ajudar o Guardião a   capturar Wolverine dos X-Men e levá-lo de volta ao Canadá.
A formação inicial da Tropa Alfa incluía:
- Guardião: líder da equipe, originalmente chamado de Arma Alfa, James MacDonalds Hudson é um cientista de Ontário, no Canadá, que usa um traje especial que lhe permite voar e manipular o campo magnético da Terra. Foi dado como morto numa explosão causada por seu traje, mas revela-se que a explosão o mandou 10000 anos no passado ido parar no satélite de Júpiter, Ganimede, conseguindo voltar com a ajuda dos habitantes do satélite.
- Estrela Polar: Jean-Paul Beaubier, de Montreal, é um mutante com poderes de supervelocidade, voo e emissão de luz. Mais tarde se descobre que ele era homossexual e recentemente se casou com um homem.
- Aurora: Jeanne-Marie Beaubier é irmã gêmea de Estrela Polar que sofre de transtorno dissociativo de identidade (múltiplas personalidades). Como seu irmão, ela também é um mutante com poderes de supervelocidade, voo, a geração de luz e aceleração molecular.
- Sasquatch: Walter Langowski é um cientista da Colúmbia Britânica, que pode se transformar em um monstro gigante coberto de pelos semelhante a um Pé-grande. Seus poderes originalmente foram desenvolvidos através de uma experiência com radiação gama afetada por uma tempestade solar, mas mais tarde se descobre que ele era um monstro místico.
- Shaman: Michael Twoyoungmen é um qualificado médico e feiticeiro nativo das Primeiras Nações de Calgary.
- Pássaro da Neve: Também conhecida como Narya, ela é uma semideusa inuíte natural de Yellowknife, que pode se transformar em animais nativos do Canadá.
- Pigmeu: Um pequeno homem com super poderes.

### Volume 1
Em abril de 1979, embora relutante em aceitar o trabalho, John Byrne escreveu e desenhou a série por 28 edições antes de entregá-lo para outra equipe criativa. Durante esse tempo, a série atraiu fãs com histórias que lidavam com um ou dois personagens, raramente trazendo todos os membros juntos. Esta abordagem incomum contrastava com outras séries de equipes da Marvel, como os X-Men, os Vingadores ou o Quarteto Fantástico.
Logo no início, mais dois heróis foram promovidos da Tropa Beta pelo Departamento H e passaram a integrar a equipe:
- Marrina: Uma mulher anfíbio de Newfoundland, que na verdade, é parte de uma força extraterrestre invasora conhecida como o Plodex.
- Pigmeu: Eugene Judd Nilton é um anão saltador de Saskatoon com resistência sobre-humana e extraordinárias habilidades acrobáticas, hospedeiro vivo do espírito de um feiticeiro demônio chamado Razer.
- Heather MacNeil é a esposa de James Hudson, o Guardião, que após sua aparente morte em Alpha Flight (vol. 1) # 12, se tornou a líder da equipe. Mais tarde, ela passa usar uma réplica do traje dele e o codinome de Guardiã / Víndix.

Depois de Byrne deixar a série, vários outros autores passaram por ela, incluindo Bill Mantlo, Hudnall James, Fabian Nicieza, Scott Lobdell e Simon Furman, que continuou por mais de 100 edições.
Neste período foram introduzidos dezenas de personagens e vilões (dentre os quais foram Talismã, Madison Jeffries, Box, Lili Diamante, Manikin, Persuasão e Duende), e contou com crossovers com outros personagens do universo Marvel . A série terminou em 1994.
No Brasil, o grupo também se tornou popular onde cerca de 90 das 130 edições originais foram publicadas em diversas revistas, como X-Men, Superaventuras Marvel, Capitão América e Grandes Heróis Marvel.

### Volume 2
Em 1997, a Marvel reiniciou a série com personagens muito diferentes. A série foi escrita por Steven Seagle, então conhecido principalmente por seu trabalho para a DC Comics na linha Vertigo, com a arte na maioria das edições de Scott Clark e Rouleau Duncan. A arte da edição nº 13 contou com a desenhista convidada Ashley Wood, em um estilo nada convencional para uma HQ de super-heróis da Marvel. 
Esta série terminou em 1999 depois de apenas 20 edições e um anual. As novas adições ao grupo incluía:
- Flex: Adrian Corbo é um mutante com a capacidade de transformar seus braços em armas afiadas. Ele é o meio-irmão de Radius.
- Mambô: Bernie Lechenay é um robô-ciborgue, meio humano meio armadura do Box.
- Murmúrio: Arlette Truffaut é um jovem mutante da cidade de Quebec, com poderes de controle da mente e teletransporte.
- Radius: Jared Corbo é um mutante com a capacidade de criar campo de força.
- General Clarke: novo diretor do Departamento H, responsável por guardar segredos obscuros que cercavam a nova equipe; mas se redime na edição nº 12, sacrificando-se para salvar os demais membros do grupo.

Nesta fase, além dos novos integrantes, vários membros antigos apareceram: Víndix (Heather Hudson, com um novo traje e novos poderes geotérmicos), um rejuvenescido Guardião (que na verdade era clone do original James Hudson, com 19 anos) e Pigmeu. Solaris dos X-Men também foi brevemente um membro enquanto buscava uma cura para uma doença degenerativa.
O foco desta série foi sobre os interesses ocultos por trás das missões do Departamento H e relutância da Tropa Alfa em cumpri-las. A trama de conspiração envolvia o Programa Arma X que enviou uma encarnação do cartel do crime Zodíaco para sequestrar Madison Jeffries, que sofreu lavagem cerebral para se tornar o membro do signo de "Gêmeos" do grupo. Para que a Tropa Alfa não interferisse, o Departamento H fez lavagem cerebral nos demais membros do grupo para que não se lembrassem do sequestro e do próprio Madison Jefries.
Além disso, o Departamento H convocou um Sasquatch (pé-grande) real para integrar o grupo sem contar à equipe que não era Walter Langkowski; sequestrou Lili Diamante, ex-membro da Tropa e mulher de Madison Jeffries, quando ela começou a perguntar sobre a localização de seu marido, com a intenção de usá-la como cobaia em experimentos médicos ilegais.
Apesar da repercussão inicial ter sido positiva, a série nunca decolou e as tramas de conspiração foram subestimadas nas últimas seis edições da série, que terminou com a edição nº 20, com a maioria das histórias principais (tal como a identidade da nova versão do Guardião) não resolvida. Só em Wolverine vol.1 # 140-142, esta trama foi resolvida com o retorno do Guardião original e o sacrifício heroico da versão clone.
No Brasil a Editora Abril publicou as primeiras nove edições: 7 na revista Especial do Mês e as outras em X-Men e Grandes Heróis Marvel, no ano de 1999.

### Volume 3
Em 2004, a Marvel lançou mais uma série mensal da Tropa, com personagens totalmente novos, já apresentados no primeiro arco (de seis edições), que mostrava Sasquatch tentando agrupar a nova equipe.
A nova equipe recrutada por Sasquatch inclui:
- Centenário: Rutherford B. Princeton III é um homem de 97 anos de idade, com poderes mutantes que incluem força sobre-humana, invulnerabilidade, voo e visão de calor, manifestados depois de ser acordado de um coma por Sasquatch.
- Major Plátano: Lou Sadler Jr é filho de um super-herói da Segunda Guerra Mundial com o mesmo nome. Ele é um ser humano normal, que monta um cavalo superpoderoso.
- Nemesis: Amelia Weatherly já foi adversária da Tropa Alfa original. Ela tem o poder de voar e é hábil com uma lâmina de mágica.
- Pigméia: Zuzha Yu é a filha do Pigmeu original. Ela tem força, velocidade e agilidade sobre-humanas.
- Yukon Jack: Também conhecido como Yukotujakzurjimozoata, ele é um homem misterioso de uma tribo primitiva, comprou de seu pai por Sasquatch.

O segundo arco de história, nas seis últimas edições, mostrou o retorno de alguns membros da equipe original e o aparecimento de suas cópias temporais trazidos para o presente. Estes membros foram Guardião, Víndix, Pigmeu e Shaman.
A série foi cancelada na edição nº 12. Ela não foi publicada no Brasil.

### Tropa Ômega
Sasquatch, Guardião, Víndix, Shaman, Major Plátano, Pigmeu e Pigméia são enviados para impedir o avanço de um poderoso novo vilão, o Coletivo (habitando o corpo de Michael Pointer), em New Avengers # 16. O vilão os ataca, deixando seus corpos no Canadá e segue rumo aos Estado Unidos.
Embora o escritor Brian Michael Bendis tenha confirmado a morte de todos os membros da Tropa Alfa mencionados acima, posteriormente outros escritores usaram alguns dos personagens em suas histórias, como o Sasquatch que reapareceu vivo e bem. As mortes de Pigmeu, Shaman, Víndix e Guardião só foram confirmadas na saga "Guerra do Caos".
O título Tropa Alfa foi relançado como Tropa Ômega em abril de 2007, nos EUA, em uma minissérie de cinco edições, escrita por Michael Avon Oeming e desenhada por Scott Kolins. A formação deste grupo incluía Bill Raio Beta, Agente Americano, Arachne, Talismã, Michael Pointer (livre da influência do Coletivo) usando um traje exoesqueleto parecido com o do Guardião original e Sasquatch, líder da equipe.
Após a minissérie, esta formação da Tropa Ômega deixou de existir, começando pela partida de Bill Raio Beta, o Agente Americano entrou para os Novos Vingadores, Pointer passou a se chamar Ômega e foi convocado por Norman Osborn para os X-men Sombrios e Júlia Carpenter, a Arachne, assumiu a identidade de Madame Teia.
No Brasil, estas aventuras foram publicadas pela Panini na edição nº 34 da revista Marvel Apresenta, em fevereiro de 2008.

### Guerra do Caos(Chaos War)
Na saga "Guerra do Caos", de 2010, os quatro membros sobreviventes da Tropa Alfa original (Pássaro da Neve, Aurora, Estrela Polar e Sasquatch) se reuniram mais uma vez aos falecidos Guardião, Víndix, Shaman e Marrina que foram ressuscitados depois que o vilão Amatsu-Mikaboshi conquistou os reinos da morte. O grupo então enfrenta as Grandes Bestas até que Amatsu-Mikaboshi as derrota. Ao mesmo tempo, Pigmeu também aparece no arco "Jornada para o inferno" da recém lançada revista do Wolverine. Assim, com toda equipe original de volta à ativa, o cenário estava pronto para o lançamento de uma nova série da Tropa Alfa.
Esta saga não foi publicada no Brasil.

## Outras mídias
- O time apareceu no episódio "O Homem de Aço" de X-Men: Animated Series, no entanto, na dublagem brasileira, o grupo recebeu o nome de "Voo Alfa" (tradução literal do nome em inglês).
- No desenho The Incredible Hulk o doutor Bruce Banner viaja ao Canadá para encontrar seu amigo Dr. Walter Lankowski. Então Banner descobre que ele é o Sasquatch, e que ao descobrir isso sua vida corre perigo.
- No jogo X-Men Legends II: Rise of Apocalypse o Guardião e Heather Hudson podem ser encontrados e quando se conversa com eles pode-se obter informações sobre o Departamento H.
- Os personagens Guardião e Sasquatch são personagens adquiriveis no jogo mobile Marvel Contest Of Champions para Android e IOS